# Lothar Mark
Lothar Mark (* 27. Juli 1945 in Wald-Michelbach) ist ein deutscher Politiker (SPD). Von 1998 bis 2009 war er Mitglied des Deutschen Bundestages.

## Leben und Beruf
Mark besuchte die Volksschule in Wald-Michelbach im Odenwald, das Gymnasium in Wald-Michelbach und in Mannheim. Nach dem Abitur in Mannheim absolvierte er ein Lehramtsstudium der Geschichte, Geographie und Politologie an der Universität Mannheim, welches er mit dem ersten Staatsexamen für das Lehramt an Gymnasien beendete. Nach dem zweiten Staatsexamen 1972 war Mark als Lehrer, anfangs am Peter-Petersen Gymnasium (heute: Johanna-Geissmar-Gymnasium) und zuletzt, von 1987 bis 1989 als Studiendirektor, am Elisabeth-Gymnasium in Mannheim tätig. Von 1984 bis 1989 war er Präsident des Eishockeyvereins Mannheimer ERC.

## Politik
Mark ist seit 1970 Mitglied der SPD. Von 1975 bis 1989 gehörte er dem Gemeinderat der Stadt Mannheim an. Von 1989 bis 1998 war er Bürgermeister der Stadt Mannheim für Kultur, Schulen, Sport- und Bäderwesen.
Bei der Bundestagswahl 1998 wurde er als direkt gewählter Abgeordneter des Wahlkreises Mannheim I in den Bundestag gewählt. Auch 2002 und 2005 gewann er den Wahlkreis Mannheim direkt. Im Bundestag war er von 1998 bis 2005 stellvertretender Vorsitzender der Deutsch-Brasilianischen Parlamentariergruppe und ab 2002 Vorsitzender der Deutsch-Mexikanischen Parlamentariergruppe. Im Januar 2003 wurde er Sprecher des Gesprächskreises Lateinamerika und Lateinamerikabeauftragter der SPD-Bundestagsfraktion. Ab 2003 gehörte er dem Haushaltsausschuss an und 2005 wurde er außerdem Obmann der SPD-Fraktion im Unterausschuss des Haushaltsausschusses zu Fragen der Europäischen Union. Bei der Bundestagswahl 2009 trat Mark nicht mehr an.

## Ehrungen
- 2004: Orden vom Aztekischen Adler[3]
- 2010: Ehrenring der Stadt Mannheim[4]
- 2019: Verdienstkreuz am Bande des Verdienstordens der Bundesrepublik Deutschland.[5]

## Privates
Lothar Mark wohnt in Mannheim und hat drei Kinder. Er ist verheiratet. Vorübergehend wohnte er in der peruanischen Hauptstadt Lima, wo seine Ehefrau an der dortigen Humboldt-Schule unterrichtete.

## Schriften
Lothar Mark: Lateinamerika im Aufbruch – Eine kritische Analyse. Forum Internationale Politik, Band 5.  ATHENA-Verlag, 2009